# Hans-Jürgen Dörner
Hans-Jürgen Dörner (Görlitz, 25 januari 1951 – Dresden, 19 januari 2022) was een Duitse voetballer, bijgenaamd Dixie. Hij werd drie keer verkozen tot Oost-Duits voetballer van het jaar. Na zijn actieve loopbaan stapte hij het trainersvak in.

## Interlandcarrière
De verdediger speelde 96 interlands voor het voetbalelftal van de Duitse Democratische Republiek. Onder leiding van bondscoach Harald Seeger maakte hij zijn debuut op 22 juni 1969 in de vriendschappelijke wedstrijd tegen Chili (0-1) in Maagdenburg, net als Erich Hamann (Vorwärts Berlin), Horst Wruck (Vorwärts Berlin), Jürgen Sparwasser (1. FC Magdeburg) en Manfred Zapf (1. FC Magdeburg). Met de nationale ploeg van de DDR team won Dörner de gouden medaille op de Olympische spelen in 1976.

## Erelijst
Dynamo Dresden
- DDR-Oberliga

1971, 1973, 1976, 1977, 1978
- Oost-Duitse beker

1971, 1977, 1982, 1984, 1985
- Oost-Duits voetballer van het jaar

1977, 1984, 1985